# Oliver Schumacher (Journalist)
Oliver Schumacher (* 7. Februar 1961 in Rheinbach) ist ein deutscher Journalist und politischer Beamter (parteilos) außer Dienst. Er war von 2003 bis 2005 Regierungssprecher des Landes Nordrhein-Westfalen im Amt eines Staatssekretärs.

## Leben

### Ausbildung
Schumacher besuchte das Max-Ernst-Gymnasium Brühl und erlangte 1980 das Abitur. Anschließend leistete er von 1981 bis 1982 Zivildienst im Matthias-Pullem-Altenpflegeheim in Köln-Sürth. Danach studierte er von 1983 bis 1989 Volkswirtschaftslehre an der Universität Köln und erreichte den Abschluss Diplom-Volkswirt. Er machte von 1982 bis 1984 eine Ausbildung an der Kölner Journalistenschule. 1990 war er im Rahmen eines dreimonatigen Stipendiums der Heinz-Kühn-Stiftung in Ghana.

### Werdegang und Wirken
Oliver Schumacher begann 1990 seine journalistische Tätigkeit bei der Nachrichtenagentur Reuters in Bonn, zunächst als Wirtschaftsredakteur und später bis 1994 als Parlamentskorrespondent für Finanz- und Sozialpolitik. Danach arbeitete er von 1995 bis 1999 als Wirtschaftsredakteur bei der Wochenzeitung Die Zeit in Hamburg. Er wechselte zur Süddeutschen Zeitung und ab 1999 Leitender Redakteur in Berlin und ab 2001 stellvertretender Leiter des Hauptstadtbüros in Berlin.
Der parteilose Schumacher wurde mit Wirkung vom 1. Februar 2003 als Nachfolger von Miriam Meckel unter Ministerpräsident Peer Steinbrück (SPD) zum Regierungssprecher und Chef des Landespresse- und Informationsamtes des Landes Nordrhein-Westfalen im Amt eines Staatssekretärs ernannt. Mit dem Regierungswechsel von Steinbrück zu Jürgen Rüttgers (CDU) im Juni 2005 folgte auf ihn Thomas Kemper.
Danach ging er zur Deutschen Bahn AG, wo er 2006 Konzernsprecher, 2007 Leiter interne und externe Kommunikation und 2015 Leiter Kommunikation und Marketing wurde. Im Jahr 2023 trat er in den Ruhestand. Dabei wurde er 2010 als PR-Manager des Jahres ausgezeichnet.